# Nicolas Beauzée
Pour les articles homonymes, voir Beauzée.
Nicolas Beauzée, né le 9 mai 1717 à Verdun et mort le 23 janvier 1789 à Paris, est un grammairien français, membre de l'Académie française.

## Biographie

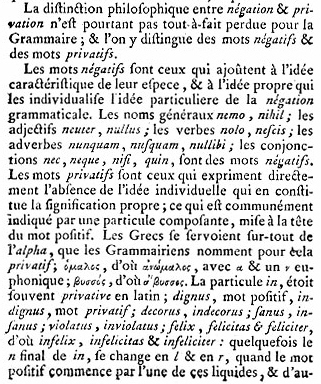
Article « Négation » de l’Encyclopédie de Diderot, D'Alembert et Jaucourt. Nicolas Beauzée, auteur de l’article, y distingue « mots privatifs » et « mots négatifs ».

Scolarisé au Collège des Jésuites de Verdun, de 1731 à 1739, Nicolas Beauzée vit à Paris quelque temps, avant de revenir à Verdun en 1747. Il publie un livre de classe, l'Exposition abrégée des preuves historiques de la religion chrétienne. Malade, il tombe dans la pauvreté jusqu'à ce que Fontenelle lui vienne en aide. Revenu à Paris, il est nommé professeur de grammaire à l’École militaire, en 1753.
Après la mort de Dumarsais en 1756, il reprend la partie Grammaire de l'Encyclopédie, et fournit 143 articles, certains écrits, dont les articles Grammaire et Genre, avec Douchet, son collègue à l’École Militaire.
Bien que Diderot ait sans doute peu apprécié les articles Langue et Nom, dans lesquels le langage est décrit comme une création divine, il fait son éloge dans la Correspondance littéraire du 1er novembre 1767 : « C’est lui qui a continué la partie grammaticale dans l’Encyclopédie, et son travail n’a pas paru inférieur à celui de M. Dumarsais ; ce qui est un assez bon éloge. M. Beauzée a repris tous ses articles, y a corrigé quelques erreurs, les a augmentés et liés par des morceaux nécessaires pour en faire un corps complet. »
Sa Grammaire générale, ou Exposition raisonnée des éléments nécessaires du langage, parue en 1767, la première depuis celle de Port-Royal à se proposer un objet aussi vaste, a rencontré un vif succès. Beauzée y expose de manière méthodique et claire les principes de la grammaire. Il y reprend notamment le concept de voyelles nasales, défini pour la première fois en français fut, par Louis de Courcillon de Dangeau, dans ses Essais de grammaire en, 1694, pour la préciser. Le premier à définir la nasalité par rapport à l’oralité, il y postule que les articulations nasales sont celles « qui font refluer par le nez une partie de l’air sonore dans l’instant de l’interception, de manière qu’au moment de l’explosion il n’en reste qu’une partie pour produire la voix articulée ». Les articulations orales sont celles « qui ne contraignent point l’air sonore de passer par le nez dans l’instant de l’interception, de manière qu’au moment de l’explosion tout sort par l’ouverture ordinaire de la bouche:33 ». Diderot a également reconnu cet ouvrage à sa juste valeur, pour en parler en termes très élogieux comme « le plus profond que nous ayons:474. » Cet ouvrage connaitra même les honneurs du plagiat, avec un Traité de la ponctuation, d’un certain M. J. H. M., que Beauzée dénoncera, le 12 février 1784, dans le Journal de Paris. Cet ouvrage lui a valu, en outre, une médaille d’or de la part de l’impératrice Marie-Thérèse.
Il a ensuite publié une traduction des Histoires de Salluste, où selon Höfer, il a introduit des nouveautés dans l’orthographe de la langue française, une autre des Optics de Newton. Il a complété le Dictionnaire des synonymes de l’abbé Girard, ainsi que celui du P. de Livoy.
Frédéric II lui a fait la proposition de venir à Berlin s’établir auprès de lui, mais son amour de la patrie et son désintéressement l’ont emporté sur des avantages considérables, et il a mieux aimé vivre tranquille au sein de sa famille. Élu au 25e fauteuil de l’Académie française en 1772, en remplacement de Duclos, il prononça son discours de réception le 6 juillet de la même année.
Ses articles pour l'Encyclopédie ont été réunis en volume avec ceux de Jean-François Marmontel sous le titre de Dictionnaire de grammaire et de littérature (1789).

## Réception
Selon le chevalier de Boufflers, « il se fit remarquer, dans tous ses écrits, par une grande rectitude de jugement et par une finesse de conception rare », mais d’autres lui ont reproché une excessive recherche de subtilité, confinant parfois à l’obscurité. »
Marie-Joseph Chénier le qualifie d’ouvrage « souvent neuf, toujours utile, et qui le serait bien davantage, s’il ne repoussait les lecteurs par un style à la fois sec et diffus. »
De la Grammaire générale, l’abbé Barthélemy dit que « C’est la description de la région métaphysique de la grammaire ; on a quelquefois de la peine à suivre l’auteur, au milieu de tant de discussions arides et d’idées abstraites ; mais on est toujours forcé d’admirer la finesse de ses vues, ou l’intrépidité de son courage. »
 

Diderot a écrit, dans la Correspondance littéraire, philosophique et critique de Grimm, que c’est 

« l’ouvrage de Grammaire générale et raisonnée le plus profond que nous ayons. Ce livre est à l’usage de très-peu, mais de très-peu de lecteurs. Celui qui l’entend peut se vanter d’entendre, quand il voudra, les principes mathématiques de Newton, et tout ce qu’il y a de plus abstrait dans la métaphysique. Le chapitre des temps des verbes est un chef-d’œuvre dans ce genre. Il n’y a pas un mot de vrai dans celui des inversions, où l’auteur prétend que la syntaxe française range les mots dans l’ordre le plus naturel et le plus conforme à la naissance et à la succession des idées. À cela près il serait peut-être difficile de trouver un autre défaut de raison et de bon sens dans cet ouvrage. Il est très-purement écrit. On lui reproche d’être diffus. S’il est obscur, cela vient certainement plus de la difficulté de la matière que de la faute de l’auteur ; qui est homme de sens, simple et clair en conversation. On pourrait encore lui reprocher d’avoir appliqué ses principes à des exemples plats et communs. Il n’en aurait pas coûté davantage de les choisir délicats, piquants, profonds, intéressants; d’autant plus que l’auteur avait un exemple sous les yeux dans les Synonymes de l’abbé Girard, qui a trouvé le moyen de faire un ouvrage de mœurs d’un ouvrage de grammaire. Celui-ci est dédié à l’Académie française, où il n’y a pas dix personnes en état de le bien entendre. L’abbé d’Olivet, qui, à la vérité, y est assez peu ménagé, s’en est déclaré l’ennemi ; mais on sait que cet abbé est en général ennemi de tout bien, et qu’il est né pour démentir le principe des moralistes, qui dit qu’on ne fait pas le mal pour le mal. Au reste, nous conseillons à ceux qui sont curieux de connaitre non-seulement le mécanisme de notre langue, mais celui de toutes les langues en général, de lire et d’étudier cette grammaire de M. Beauzée. »